# Kamel Tchalabi
 (mars 2021).
Si vous disposez d'ouvrages ou d'articles de référence ou si vous connaissez des sites web de qualité traitant du thème abordé ici, merci de compléter l'article en donnant les références utiles à sa vérifiabilité et en les liant à la section « Notes et références ».
Kamel Tchalabi (en arabe : كمال تشالابي) est un footballeur international algérien né le 24 avril 1947 à Bologhine et mort le 3 mai 2021 à Alger. Il évoluait au poste d'ailier offensif.

## Biographie

### En club
Kamel Tchalabi évolue en première division algérienne avec les clubs de l'OM Saint-Eugène et de l'USM Alger.

### En équipe nationale
Kamel Tchalabi reçoit trois sélections en équipe d'Algérie, inscrivant deux buts. Il joue son premier match le 23 octobre 1969, contre la Palestine (victoire 2-0). Son dernier match a lieu le 10 décembre 1970, contre le Maroc (victoire 3-1).

### Mort
Kamel Tchalabi meurt le 3 mai 2021 à l'âge de 74 ans.

## Palmarès
| USM Alger - Coupe d'Algérie : - Finaliste : 1969-70 et 1970-71. - Coupe du Maghreb des vainqueurs de coupe : - Finaliste : 1969-70. |  | - Championnat d'Algérie D2 (1) : - Champion : 1973-74. |

### Carrière d'entraîneur
Entraîneur, je l’ai été juste après avoir arrêté ma carrière de footballeur.
J’ai drivé successivement :
- 1978-1979 :les cadets de l’OM Saint-Eugène

- 1981-1982 : l’équipe senior du club du CR Fouka, qui évoluait en inter wilaya

- 1984-1985 :l’équipe senior de la JSM Chéraga qui jouait en régionale

- 1990-2003: l’équipe de la gendarmerie nationale avec laquelle j’ai été deux fois en finale de la Coupe d’Algérie militaire

- 2004-2007: l’équipe nationale militaire que j’ai conduite en demi-finale de la Coupe d'Afrique militaire  en 2004 et en finale de la Coupe du monde militaire qui s’était déroulée en Allemagne en 2005